# 39P/Oterma
39P/Oterma, komet Hironove vrste. 